# 유미르의 백성
위미르의 백성(독일어: Ymirs Leute 위미어스 로이테[*], 일본어: ユミルの民 Yumiru no tami 유미루노타미[*], 영어: Subjects of Ymir)은 만화 《진격의 거인》에 등장하는 가공의 민족이자 인종이다. 할루키게니아를 닮은 불가사의한 생물인 '유기생물의 기원'과 DNA와 일체화되어 최초의 거인화 인간이 된 '시조 위미르'와 엘디아 제국의 초대 왕인 프리츠의 직계 후손들이다.

## 좌표와의 연결
상기된 '유기생물의 기원'과 접촉해 몸이 변이된 위미르의 후손들이라서 일반적인 인간과는 특수한 혈통과 DNA를 보유한 민족이다. 주인공 세력부터 조연, 단역을 가리지 않고 파라디 섬과 레벨리오 수용구에 나오는 거의 모든 극 중 인물들이 '위미르의 백성' 혈통에 기원을 둔다.
이들은 모두 위미르와 가장 근접한 <시조의 거인>이라는 하나의 교차점을 기준으로 좌표와 그 좌표에 거주하는 시조 위미르의 혼과 이어져 있다.
등뼈의 척수액으로 만든 약물을 주입 받으면 지능 없는 거인으로 변할 수 있으며 그 상태에서 태초의 거인에서 언유된 아홉 거인을 먹으면 인간과 거인의 상태를 오갈 수 있는 존재가 될 수 있다. 시조 위미르와 정신적ㆍ물리적으로 '좌표'로 연결된 이들은 이런 식의 직간접적인 영향력을 받기 때문에 '위미르의 백성'으로 불린다. 마레의 레벨리오 수용구와 파라디 섬 - 엘디아국에 거주하는 절대다수의 사람들은 위미르의 백성이다.

## 엘디아와의 연관성
이들의 기원은 엘디아 민족에 뿌리를 둔다.
위미르가 마레군이 보낸 암살자에 의해 살해당해 죽자 거인의 힘이 사리지는 걸 바라지 않은 프리츠 왕은 위미르와 자신의 딸들인 마리아와 로제, 시나에게 위미르의 인육과 힘의 핵심인 등뼈의 척수를 씹어먹어 힘을 계승시키게 했다. 딸들이 성공적으로 태초의 거인을 계승하고 좌표를 이어받은 후에는 거인들의 후계 작업을 확실히 하고자 이번에는 어린 딸들에게 힘을 이을 '위미르의 혈통'들을 최대한 많이 낳을 것을 지시했다.
세 개로 삼등분된 위미르의 '거인의 힘'을 이은 공주들은 장성하자마자 아버지의 명령에 따라 훗날 힘을 이어받을 아이들을 많이 낳고 자신들이 죽는 날에 힘을 계승했다. 마리아, 로제, 시나 프리츠 공주의 직계 후손들도 이와 같이 자손 생산에 매진하고 거인의 계승까지 거듭한 결과 빛의 기둥에 지나지 않았던 좌표는 수천, 수백만여 개의 길줄기로 분화되고, 그 길과 연결된 수백만에 이르는 인구의 민족이 형성되기에 이른다. 굳이 엘디아 인들만 존재하는 것이 아니라, 다른 민족과의 결합을 거쳐 태어난 혼혈들도 존재한다. 그 중에서는 시조 초대 프리츠 왕의 제국주의적인 선민사상과 의지를 이어 받은 엘디아 제국에 의해 성노예화된 타인종, 타국가의 여성들을 강간해 '좌표'와 이어진 혼혈아들을 생산하는 것으로 인구를 증가시켰다.

## 이름이 알려진 위미르의 백성

### 조상들
- 시조 위미르 (Founder Ymir/Gründer Ymir)
- 마리아 프리츠 (Princess Maria Fritz of Eldia)
- 로제 프리츠 (Princess Rose Fritz of Eldia)
- 시나 프리츠 (Princess Sheena Fritz of Eldia)

### 구 엘디아 제국
- 제2대~제144대 엘디아 제국 황제들

### 엘디아국

#### 병단
- 다리우스 작클리 (Darius Zackly)
- 나일 도크 (Nile Dok)
- 한지 조에 (Hanji Zoe)
- 에르빈 스미스 (Erwin Smith)
- 에렌 예거 (Eren Yeager)
- 아르민 아를레르트 (Armin Arlert)
- 마르코 보트 (Marco Bott)
- 장 키르슈타인 (Jean Kirstein)
- 코니 슈프링어 (Connie Springer)
- 사샤 블라우스 (Sasha Blouse)
- 히스토리아 레이스 (Historia Reiss)
- 플록 포르스터 (Floch Forster)
- 리네 (Lynne) and 헤닝 (Henning)
- 마를레네 (Marlene)
- 다리우스 베어브룬 (Darius Baer-Brun)
- 올리버 (Oliver)
- 버리스 (Burris)
- 나나바 (Nanaba)
- 겔거 (Gelgar)
- 디르크 (Dirk)
- 클라우스 (Klaus)
- 미케 자카리아스 (Mike Zacharias)
- 토마 (Thoma)
- 히치 드라이제 (Hitch Dreyse)
- 마를로 프로이덴베르크 (Marlowe Freudenberg)
- 보리스 포일너 (Boris Feulner)
- 데니스 아이브링어 (Dennis Aiblinger)
- 발츠 (Waltz)
- 트라우테 카펜 (Traute Caven)
- 듀란 (Duran)
- 로게르 (Roger)
- 젤 사네스 (Djel Sannes)
- 랄프 (Ralph)
- 플레겔 리브스 (Flegel Reeves)
- 디모 리브스 (Dimo Reeves)
- 루이제

#### 민간인
- 카를라 예거 (Carla Yeager)
- 그리샤 예거 (Grisha Yeager)
- 카야

#### 월교 (Wall Cult)
- 닉 (Nick)

#### 아커만 일족
- 미카사 아커만 (Mikasa Ackerman)
- 케니 아커만 (Kenny Ackerman)
- 리바이 아커만 (Levi Ackerman)
- 쿠헬 아커만 (Kuchel Ackerman)

#### 엘디아 왕가의 직계 후손들
- 프리다 레이스 (Frieda Reiss)
- 로트 레이스 (Rod Reiss)
- 우르클린 레이스 (Urklyn Reiss)
- 에이벨 레이스 (Abel Reiss)
- 플로리안 레이스 (Florian Reiss)
- 디르크 레이스 (Dirk Reiss)
- 지크 예거 (Zeke Yeager)

### 마레 제국의 위미르의 백성
- 가비 브라운 (Gabi Braun)
- 팔코 그라이스 (Falco Grice)
- 조피아 (Sofia)
- 우도 (Udo)
- 아니 레온하트 (Annie Leonhart)
- 피크 핑어 (Pieck Finger)
- 라이너 브라운 (Reiner Braun)
- 포르코 갤리어드 (Porco Galliard)
- 마르코 갤리어드 (Marco Galliard)
- 베르톨트 후버 (Bertolt Hoover)
- 카리나 브라운 (Karina Braun)
- 레온하트 씨 (Mr. Leonhart)
- 핑어 씨 (Mr. Finger)
- 톰 크사버 (Tom Xaver)